# Francesc López Fabra
Francesc López Fabra (Barcelona, ca 1818 - Barcelona, 2 de febrer de 1891) fou un militar, impressor i polític català, diputat a les Corts Espanyoles durant la restauració borbònica.

## Biografia
Fill de Cecili López i Gràcia Fabra. Casat amb Asunción González, natural de Lima, Perú, mor a Barcelona als 72 anys. Assolí el grau de coronel de l'exèrcit, i com a geògraf participà en les reformes del servei de correus de 1853 a 1868, arribant-ne a director general el 1875. Per encàrrec del president de la Biblioteca Nacional, Juan Eugenio Hartzenbusch, el 1873 fou editor de la primera edició facsímil del Quixot, amb suport de l'Acadèmia de les Bones Lletres. Hom el considera pare de la fototipografia i l'heliografia a Espanya, aleshores procediments pioners per a reproduir documents antics.
Fou delegat espanyol en l'Exposició Internacional de Viena de 1873; el 1874 fou comissari d'Agricultura, Indústria i Comerç de Barcelona, i el 1875, comissari reial de l'Exposició Internacional de Filadèlfia. Fou elegit diputat per Barcelona del Partit Liberal Conservador a les eleccions generals espanyoles de 1879. Des del seu escó defensà els interessos de Foment de la Producció Nacional i del proteccionisme econòmic, i participà en les propostes de reforma de la llei aranzelària. El 1881 també col·laborà amb les activitats del Foment del Treball Nacional.
El 1875-1876 també fou president de l'Ateneu Barcelonès i participà en la preparació de l'Exposició Universal de Barcelona (1888).